# Trợ từ tiếng Nhật
Trong tiếng Nhật, trợ từ (助詞 joshi) hoặc teniowa (てにをは) là các phụ tố hoặc từ ngắn trong tiếng Nhật theo sau danh từ, động từ, tính từ hoặc câu. Chức năng ngữ pháp của chúng thể hiện các ngữ nghĩa hoặc chỉ định chức năng cho đối tượng nó bổ nghĩa.

## Chính tả và từ điển
Trợ từ tiếng Nhật được viết bằng chữ hiragana trong tiếng Nhật hiện đại, tuy nhiên một số cũng có dạng kanji (Ví dụ 弖 hoặc 天 cho te て; 爾 cho ni に; 乎 hoặc 遠 cho o を; và 波 cho wa は). 
Trợ từ tuân theo quy tắc phiên âm giống như tất cả các từ tiếng Nhật, ngoại trừ は (viết ha, phát âm wa khi là trợ từ), へ (viết he, phát âm là e) và を (viết là wo, thường được phát âm là o, mặc dù một số nói nó là wo).

## Phân loại
Có 8 loại trợ từ, được phân loại theo chức năng của chúng
格助詞, kaku-joshi - Trợ từ thể cách
が, の, を, に, へ, と, で, から, より
並立助詞, heiritsu-joshi - Trợ từ tịnh lập
か, の, や, に, と, やら, なり, だの
終助詞, shū-joshi - Trợ từ đuôi câu
か, の, や, な, わ, とも, かしら
間投助詞, kantō-joshi - Trợ từ đan xen
さ, よ, ね
副助詞, fuku-joshi
ばかり, まで, だけ, ほど, くらい, など, なり, やら
係助詞, kakari-joshi
は, も, こそ, でも, しか, さえ, だに
接続助詞, setsuzoku-joshi
ば, や, が, て, のに, ので, から, ところが, けれども, くせに
準体助詞, juntai-joshi
の, から